# Inma Cuevas
Pour les articles homonymes, voir Inma et Cuevas.
Inma Cuevas est une actrice espagnole, née en 1977 à Madrid.

## Filmographie

### Films
- 2002 : Deseo de Gerardo Vera
- 2003 : Noviembre d’Achero Mañas
- 2007 : Clandestinos d’Antonio Hens : Rebeca
- 2009 : Al final del camino de Roberto Santiago : la fille du restaurant
- 2011 : Lo contrario al amor de Vicente Villanueva : Eugenia
- 2017 : Toc Toc de Vicente Villanueva : Tiffany
- 2018 : Quién te cantará de Carlos Vermut : l'avocate
- 2019 : Mientras dure la guerra d’Alejandro Amenábar : Felisa de Unamuno

### Courts métrages
- 2009 : Burbuja de Pedro Casablanc et Gabriel Olivares : Pili
- 2013 : Meeting with Sarah Jessica de Vicente Villanueva : Dori
- 2016 : Duelos de Yolanda Román (voix)
- 2017 : Cicatrices de José Ángel Esteban : Fabiana

### Séries télévisées
- 2005 : Al filo de la ley : la huissière
- 2005 : Hospital Central : Marisa (saison 9, épisode 6 : Acción-reacción)
- 2006 : Mujeres : Magda (13 épisodes)
- 2007 : Herederos : Vicky (saison 1, épisode 36)
- 2007 : Patricia Marcos, la disparue (Desaparecida) : Vanesa (3 épisodes)
- 2009 : 23-F: Historia de una traición (2 épisodes)
- 2009-2010 : La señora : Rosalía (26 épisodes)
- 2010 : La princesa de Éboli : María (2 épisodes)
- 2011 : Grand Hôtel (Gran hotel) : Eugenia (3 épisodes)
- 2012 : Stamos okupa2 (saison 1, épisode 6 : El korto)
- 2012 : La memoria del agua (2 épisodes)
- 2013 : Are You App? : Alejandra (saison 1, épisode 5 : Quiero una orden de alejamiento en mi muro!)
- 2014 : Velvet : Genoveva (3 épisodes)
- 2014 : Fantasmagórica : l’infirmière (saison 1, épisode 8 : El niño de arriba)
- 2015-2018 : Derrière les barreaux (Vis a vis) : Anabel (29 épisodes)
- 2017 :  La zona : Fabiana (4 épisodes)
- 2021 :  El Tiempo que te doy : Une femme au Maroc (1 épisode)